# Ruth García
Ruth García García, conocida simplemente como Ruth (n. Camporrobles, 26 de marzo de 1987), es una futbolista profesional española que se desempeña como defensa en el Levante U.D. de la Primera División Femenina de España. Entre 2005 y 2016 formó parte de la Selección española. También es licenciada en Fisioterapia.

## Trayectoria
En 2004, a la edad de 17 años, firmó su primer contrato con la Unión Deportiva Levante, equipo con el que posteriormente ganaría la Copa de la Reina en 2005 y 2007. 
Con el club de la ciudad de Valencia también ganó la Superliga Femenina 2007/08, lo que le valió a García la participación en la Liga de Campeones Femenina de la UEFA.
En julio de 2013, después de nueve temporadas, dio fin a su primera etapa en el Levante  y firmó con el FC Barcelona.
En 2018, retornó al club levantino luego de poco menos de cinco años.
Al finalizar la temporada 19/20, la jugadora cuelga las botas tras dos décadas en la élite del fútbol femenino consiguiendo tres Ligas y cinco Copas de la Reina.

## Clubes
| Temporadas        | Liga | Club                      | PJ  | Goles |
| ----------------- | ---- | ------------------------- | --- | ----- |
| 2000/01 - 2003/04 | D3   | CD Camporrobles (juvenil) |     |       |
| 2004/05 - 2012/13 | D1   | Levante                   | 204 | 40    |
| 2013/14 - 2017/18 | D1   | FC Barcelona              | 30  | 3     |
| 2018/19 -2019/20  | D1   | Levante                   | 0   | 0     |

## Carrera internacional
Fue integrante del plantel campeón de la Eurocopa sub-19 2004, con lo que le valió una convocatoria para el Mundial disputado ese mismo año. Su debut con el seleccionado español absoluto se produjo el 15 de febrero de 2005, en un empate 2 a 2 de local contra Finlandia.
En junio de 2013, el seleccionador nacional Ignacio Quereda la confirmó como miembro de la lista definitiva de 23 jugadoras para la fase final de la Eurocopa Femenina de la UEFA 2013 jugada en Suecia.
También fue convocada para la Copa Mundial Femenina de la FIFA Canadá 2015.

### Goles internacionales
| Número | Fecha                    | Ciudad                 | Rival                                 | Marcado | Resultado | Competencia                          |
| ------ | ------------------------ | ---------------------- | ------------------------------------- | ------- | --------- | ------------------------------------ |
| 1.     | 16 de febrero de 2008    | Aranda de Duero, Spain | Bandera de Irlanda del Norte          | 4–0     | 4–0       | Clasificatorias para la Euro 2009    |
| 2.     | 26 de junio de 2012      | Aarau, Suiza           | Bandera de Suiza                      | 1-2     | 4–3       | Clasificatorias para la Euro 2013    |
| 3.     | 23 de noviembre de 2013  | Aranjuez, Spain        | Bandera de Rumania                    | 1–0     | 1–0       | Clasificatorias para el Mundial 2015 |
| 4.     | 18 de septiembre de 2015 | Weinan, China          | Bandera de la República Popular China | 0-1     | 1–3       | Amistoso                             |